# 瓣鼻鲀
瓣鼻鲀（学名：Boesemanichthys firmamentum）为鲀科瓣鼻鲀属的鱼类，俗名星纹叉鼻鲀。分布于日本、澳大利亚以及南海北部沿岸、台湾海峡等，属于热带海洋底层鱼类。